# Комиссаров, Григорий Афанасьевич
Григорий Афанасьевич Комиссаров (1 декабря 1901 — 26 ноября 1975) — передовик советской строительной отрасли, управляющий строительным трестом № 35 Хабаровского совнархоза, Герой Социалистического Труда (1958).

## Биография
Родился 1 декабря 1901 года в посёлке Прохоровские рудники Бахмутского уезда Екатеринославской губернии, ныне – Будённовского района города Донецк Украины, в русской семье шахтёра. В возрасте тринадцати лет стал работать чертёжником рудоуправления, затем подсобным рабочим на шахте, а позже трудился шахтёром и учеником маркшейдера. Участник Гражданской войны с 1918 года, был бойцом 1-й конной армии под командованием С. М. Будённого. 
В 1930 году успешно завершил обучение в Харьковском технологическом институте. Стал работать чертёжником-конструктором, а затем был назначен ведущим инженером в тресте «Южтяжстрой» на строительстве предприятий чёрной металлургии в Алчевске, Макеевке, Мариуполе, Николаеве, Днепропетровске и Сталинграде. С декабря 1940 года трудился в должности главного инженера треста «Азовстальстрой». С его участием были введены в эксплуатацию три мощных мартеновские качающиеся печи, каждая производительностью 450 тонн стали в год. 
В годы Великой Отечественной войны был начальником эшелона – главного инженера Особой строительно-монтажной части. Обеспечивал эвакуацию промышленного оборудования в Нижний Тагил и Каменск-Уральский Свердловской области.
С мая 1948 года стал трудиться главным инженером стройтреста №6 в городе Комсомольск-на-Амуре Хабаровского края. Участвовал в поквартальной застройке жилых домов в Комсомольске. В декабре 1952 года трест был объединён с трестом «Амурстальстрой» и получил название строительный трест №6. С 1955 года стал работать в должности  управляющего строительным трестом №35 Хабаровского Совнархоза.
За выдающиеся успехи, достигнутые в строительстве и промышленности строительных материалов, Указом Президиума Верховного Совета СССР от 9 августа 1958 года Комиссарову Григорию Афанасьевичу было присвоено звание Героя Социалистического Труда с вручением ордена Ленина и золотой медали «Серп и Молот».
С 1959 года был назначен директором института «Хабаровскпромпроект», здесь работал до выхода на заслуженный отдых в 1971 году.
Избирался депутатом[уточнить] Хабаровского крайкома и горкома КПСС, депутатом Хабаровского городского Совета депутатов трудящихся.
Проживал в Хабаровске. Умер 26 ноября 1975 года.

## Награды
За трудовые успехи удостоен:
- золотая звезда «Серп и Молот» (09.08.1958)
- орден Ленина (23.01.1948)
- Медаль «За трудовую доблесть»
- другие медали.